# Good God, Y’All
A Good God, Y’All az Odaát című televíziós sorozat ötödik évadának második epizódja. Magyarországon az RTL Klub adta le 2013. december 20.-án késő este.

## Cselekmény
Sam a kórházban virraszt a szótlan Bobby-val, amikor betoppan Dean egy orvosi aktával, és megmutatja öccsének a radiológiáról szerzett röntgenképeken, hogy a Castieltől kapott Enochiai pecsét nem más, mint sok bordába vájt jel. Vicces módon, Sam Castieltől kap telefonhívást, és hollétük felől érdeklődik, néhány pillanattal később pedig megjelenik a kórházban, és elkéri Dean nyakláncát, állítása szerint ugyanis annak segítségével megtalálhatja Istent, aki jelen esetben nagy segítséget tudna nekik nyújtani. Mielőtt az angyal eltűnik, Bobby megkéri őt, gyógyítsa meg lebénult lábait, Cas azonban nem tudja, mivel miután száműzték őt a Mennyből, több képességét is elveszítette.
Bobby-t később egyik régi barátja, Rufus Turner hívja telefonon, és segítségét kéri, pillanatokkal később a vonal pedig megszakad, előtte azonban még sikerül elmondania, hogy a coloradoi River Pass kisvárosban tartózkodik, ahol rengeteg a démon. A Winchester fiúk így a helyszínre utaznak, a városba azonban nem tudnak behajtani a járgánnyal, az oda vezető híd ugyanis különös módon, le van omolva. Miután gyalog beértek a hatalmas káosz uralta, elhagyatott településre, egy régi ismerőssel futnak össze: Ellen Harvelle-lel. A nő elvezeti őket egy démonellenes jelekkel jól védett templomba, ahol néhány felfegyverkezett túlélő is tartózkodik, állításuk szerint a városban több tucat démon garázdálkodik. Ellen ki akar menni, hogy megkeresse a szintén a környéket tartózkodó lányát, Jo-t, illetve Rufust, ezt a fivérek azonban nem engedik, ők ketten indulnak körülnézni. Sam egyedül tér be egy sportboltba, hogy sót és fegyvereket szerezzen, amikor két fekete szemű jelenik meg és támad rá. Sam a démonölő késsel mindkettőt megöli, majd bátyja is betoppan, a fiú agyában azonban a vér láttán megfordul a gondolat, hogy ismét démonvért fogyasszon. Deanék visszatérnek a templomba, ahol Sam elmondja bátyjának, rosszul érzi magát, amiért meg kellett ölnie két fiatal srácot a boltban, jobban szeretné, ha ismét meg tudná menteni az embereket, ahogyan azt régen is tette.
Ellen egyre elszántabb, így elindul megkeresni lányát, és vele tart Sam is. Míg keresik a démonok főhadiszállását, Ellen elmeséli, hogy sok minden megváltozott ő és lánya között, már jó ideje együtt járnak vadászni. Egy füst nyomán eljutnak a démonok házához, itt azonban megjelenik néhány fekete szemű, köztük Jo és Rufus, akik elfogják Samet, Ellennek viszont sikerül kereket oldania. A nő visszasiet társaihoz, és elmondja, mi történt, ám kételkedik abban, hogy lányát démonok szállták volna meg, ugyanis állítása szerint Jo egy démon ellenes amulettet visel. Dean bővebben kifaggatja a túlélőket, így megtudja, hogy a város folyóvízébe egy hete egy hullócsillag esett, amitől a víz szennyezett lett. A fiú rádöbben, hogy a környéken nincsenek is démonok, hanem az Apokalipszis egyik lovasa, a Háború áll a háttérben, aki egymás ellen fordítja az embereket, úgy, hogy démonoknak láttatja velük a másikat. Csakhogy mikor ezt felfedi a többiek előtt, Ellennel együtt kénytelen elmenekülni a templomból, ugyanis Háború rájuk uszítja a többieket. Mindketten a házhoz sietnek, ahol a megbűvölt Rufusék a szintén megbűvölt Samet tartják fogva, és próbálják belőle sóval és szentelt vízzel kiűzni a gonoszt – a lovas ráadásul el is beszélget Sammel, és a szemébe nézve elmondja, látja, hogy még mindig kívánja a démonvért. Míg Dean Rufust, Ellen a lányát győzi meg igazáról, így együtt próbálják megfékezni az egymás ellen fordult embereket. A fivérek az utcán rajtaütnek Háborún, és levágják kezéről a gyűrűjét, így megfosszák képességétől. Az emberek közt helyreáll a rend.
A történtek után Dean és Sam egy pihenőhelyen komolyabban elbeszélgetnek a dolgokról, és Sam végül arra az elhatározásra jut, hogy jobb, ha egy időre különválik bátyjától, ugyanis szerinte ilyen állapotban veszélyes lenne vadásznia. Sam így búcsút vesz Deantől, és stoppal indul útjára...

## Természetfeletti lények

### Angyal
Az angyalok Isten katonái, aki időtlen idők óta védelmezik az emberiséget. Eme teremtményeknek hatalmas szárnyaik vannak, emberekkel azonban csak emberi testen keresztül képesek kapcsolatba lépni, ugyanis puszta látványuk nemcsak az emberek, de még a természetfeletti lények szemét is kiégetik, hangjuk pedig fülsiketítő. Isteni képességük folytán halhatatlanok.

## Időpontok és helyszínek
- 2009. ? – River Pass, Colorado

## Zenék
- Foreigner – Long, Long Way from Home

## Külső hivatkozások
- Supernatural-Good God, Y'All az Internet Movie Database oldalon (angolul)